# Comuna de Jodłowa
Jodłowa (polaco: Gmina Jodłowa) é uma gminy (comuna) na Polónia, na voivodia de Subcarpácia e no condado de Dębicki. A sede do condado é a cidade de Jodłowa.
De acordo com os censos de 2004, a comuna tem 5467 habitantes, com uma densidade 91,3 hab/km².

## Área
Estende-se por uma área de 59,86 km², incluindo:
- área agrícola: 69%
- área florestal: 21%

## Demografia
Dados de 30 de Junho 2004:
|                      | Total   | Total | Mulheres | Mulheres | Homens  | Homens |
| -------------------- | ------- | ----- | -------- | -------- | ------- | ------ |
|                      | pessoas | %     | pessoas  | %        | pessoas | %      |
| População            | 5467    | 100   | 2667     | 48,8     | 2800    | 51,2   |
| Densidade (pop./km²) | 91,3    | 100   | 44,6     | 44,6     | 46,8    | 46,8   |

De acordo com dados de 2002, o rendimento médio per capita ascendia a 1210,09 zł.

## Subdivisões
- Jodłowa, Dęborzyn, Dębowa, Dzwonowa, Zagórze.

## Comunas vizinhas
- Brzostek, Brzyska, Pilzno, Ryglice, Szerzyny